# Dévanágarí

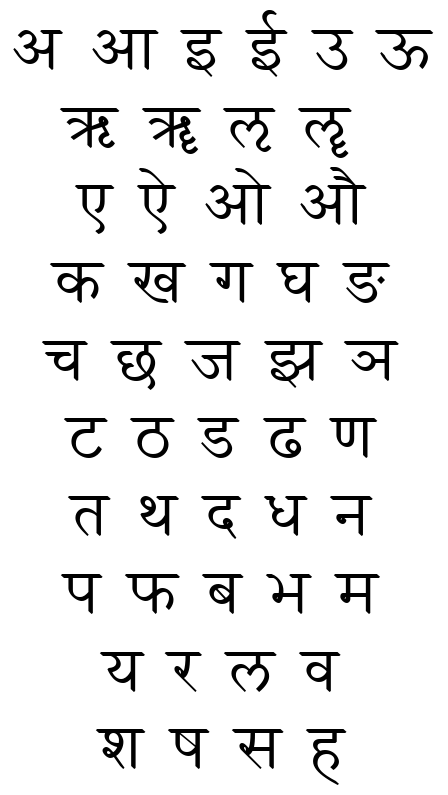
Znaky písma dévanágarí

Dévanágarí (देवनागरी) (někdy také nágarí) je abugidové (neboli „alfasylabické“ – některé jeho znaky zastupují hlásky, jiné slabiky) písmo používané pro několik indických jazyků, zejména hindštinu, nepálštinu a maráthštinu. Používá se také pro zápis sanskrtu. Podobně jako jiná indická písma se vyvinulo z písma bráhmí. Píše se vodorovně do řádků zleva doprava.

## Původ

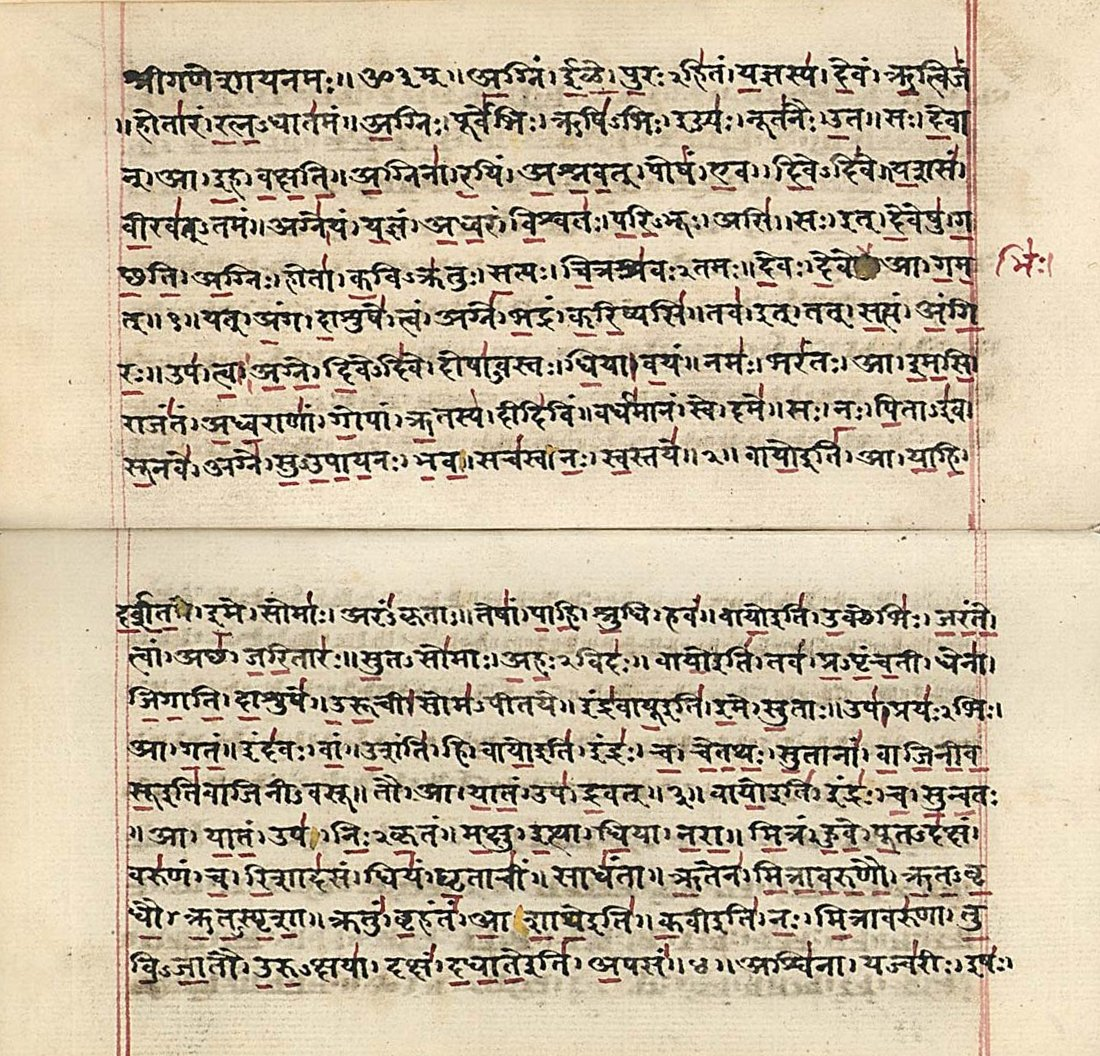
Ukázka ručně psaného textu Rgvédu z počátku 19. století.

Dévanágarí je součástí rodiny písem Nepálu, Indie, Tibetu a jihovýchodní Asie, které vznikly z písma bráhmí. Je potomkem guptovského písma, spolu s písmy siddham a šaradá. Východní varianty guptovského písma se nazývaly nāgarī a jejich první stopy prokazatelně pocházejí z 8. století po Kr. Kolem roku 1200 je začalo vytlačovat písmo siddham, které přežilo dodnes jako nosič textů tantrického buddhismu ve východní Asii, a písmo šáradá, které se používalo paralelně v Kašmíru.
Sanskrtské slovo nāgarī je femininum slova „nāgara“, městský což je adjektivní tvar (typ vrddhi) slova nagara, česky „město“. Ženský rod navazuje na slovo „lipi“, „písmo“, tj. nāgarī lipi, „městské písmo“, měšťanka, přeneseně „písmo vzdělanců“.
Existovalo několik druhů písma nágarí. Jedno z nich se odlišilo přidáním deva-, česky „bůh“ a spolu se slovem nāgarī tvoří složené slovo typu tatpuruṣa s významem „městské [písmo] bohů“ nebo „božské městské [písmo]“ či „bůh městského [písma]“.
Název devanāgarī se začal používat poměrně nedávno, ale starší tvar nāgarī je stále častý. Rychlé rozšíření novějšího termínu bylo pravděpodobně zapříčiněno výlučným použitím tohoto písma při vydávání posvátných sanskrtských textů v druhé polovině 19. a začátkem 20. století.
Vytvořil se dokonce dojem spjatosti písma dévanágarí se sanskrtem, takže se dnes mylně předpokládá, že je „písmem sanskrtu“. Ve skutečnosti v předkoloniálním období v Indii neexistovalo standardní písmo pro sanskrt a používalo se to, které bylo blízké obyvatelstvu v lokalitě, kde text vznikl.

## Fonetika, fonologie a znaky
Hlásky se zapisují čistě foneticky a jejich zápis písmeny se proto třídí fonologicky. Tak rozlišujeme jednoduché, prosté hlásky - samohlásky a souhlásky a složené souhlásky (ligatury) jakož i složené samohlásky sandhi.

### Přehled hlásek
Sanskrtská abeceda má 46 znaků, které jsou rozděleny do skupin podle způsobu a místa vyslovování.
1. samohlásky – a, á, i, í, u, ú, r, rí, lr, lrí
2. dvojhlásky – é, ai, ó, au
3. hlásky hrdelní – k, kh, g, gh, ṇ
4. hlásky zadopatrové – č, čh, dž, džh, ň
5. hlásky předopatrové – ṫ, ṫh, ḋ, ḋh, ṅ
6. hlásky zubné – t, th, d, dh, n
7. hlásky retné – p, ph, b, bh, m
8. polohlásky – j, r, l, v
9. sykavky – ś, š, s
10. posthláska – h

Abecedy dalších jazyků, které dévanágarí používají, bývají rozšířené o další znaky, např. v hindštině jich je celá řada (jde ale v podstatě o znaky stávající, rozšířené o diakritická znaménka).

### Samohlásky (vokály)
| अ |  | प | a  | a   | ə  | ə  | ə  |
| आ | ा | पा | ā  | á   | aː | aː | a  |
| इ | ि | पि | i  | i   | i  | ɪ  | i  |
| ई | ी | पी | ī  | í   | iː | iː | i  |
| उ | ु | पु | u  | u   | u  | ʊ  | u  |
| ऊ | ू | पू | ū  | ú   | uː | uː | u  |
| ए | े | पे | e  | é   | eː | eː | e  |
| ओ | ो | पो | o  | ó   | οː | οː | o  |
| ऐ | ै | पै | ai | ai  | əi | æ̝ː | əi |
| औ | ौ | पौ | au | au  | əu | ɔː | əu |
| ऋ | ृ | पृ | ṛ  | r   | ɻ  | ɾɪ | ɾu |
| ॠ | ॄ | पॄ | ṝ  | rí  | ɻː |    |    |
| ऌ | ॢ | पॢ | ḷ  | lr  | ɭ  |    |    |
| ॡ | ॣ | पॣ | ḹ  | lrí | ɭː |    |    |
| ऍ | ॅ | पॅ |    |     |    | æ  | æ  |
| ऑ | ॉ | पॉ | ɔ  | ɔ   |    |    |    |

### Souhlásky (konsonanty)
|              | Fonetičnost  | Fonetičnost  | Fonetičnost | Fonetičnost | Fonetičnost | Fonetičnost  | Fonetičnost  | Fonetičnost  | Fonetičnost | Fonetičnost | Fonetičnost | Fonetičnost | Nosovky | Nosovky | Nosovky | Polohlásky | Polohlásky | Polohlásky | Posthlásky | Posthlásky | Posthlásky | Posthlásky | Posthlásky | Posthlásky |
| Neznělé      | Neznělé      | Neznělé      | Neznělé     | Neznělé     | Neznělé     | Znělé        | Znělé        | Znělé        | Znělé       | Znělé       | Znělé       |             | Nosovky | Nosovky | Nosovky | Polohlásky | Polohlásky | Polohlásky | Posthlásky | Posthlásky | Posthlásky | Posthlásky | Posthlásky | Posthlásky |
| Neaspirované | Neaspirované | Neaspirované | Aspirované  | Aspirované  | Aspirované  | Neaspirované | Neaspirované | Neaspirované | Aspirované  | Aspirované  | Aspirované  | Neznělé     | Neznělé | Neznělé | Nosovky | Polohlásky | Polohlásky | Polohlásky | Znělé      | Znělé      | Znělé      |            |            |            |
| ------------ | ------------ | ------------ | ----------- | ----------- | ----------- | ------------ | ------------ | ------------ | ----------- | ----------- | ----------- | ----------- | ------- | ------- | ------- | ---------- | ---------- | ---------- | ---------- | ---------- | ---------- | ---------- | ---------- | ---------- |
| Guturály     | क            | ka           | kə          | ख           | kha         | kʰə          | ग            | ga           | ɡə          | घ           | gha         | ɡʱə         | ङ       | ṇa      | ŋə      |            |            |            |            |            |            | ह          | ha         | ɦə hə      |
| Palatály     | च            | ča           | tʃə tsə     | छ           | čha         | tʃʰə tsʰə    | ज            | dža          | dʒə dzə     | झ           | džha        | dʒʱə dzʱə   | ञ       | ňa      | ɲə      | य          | ja         | jə         | श          | ša         | ɕə ʃə      |            |            |            |
| Cerebrály    | ट            | ṫa           | ʈə          | ठ           | ṫha         | ʈʰə          | ड            | ḋa           | ɖə          | ढ           | ḋha         | ɖʱə         | ण       | ṅa      | ɳə      | र          | ra         | ɽə         | ष          | ša         | ʂə ʃə      |            |            |            |
| Dentály      | त            | ta           | t̪ə          | थ           | tha         | t̪ʰə          | द            | da           | d̪ə          | ध           | dha         | d̪ʱə         | न       | na      | nə      | ल          | la         | lə         | स          | sa         | sə         |            |            |            |
| Labiály      | प            | pa           | pə          | फ           | pha         | pʰə          | ब            | ba           | bə          | भ           | bha         | bʱə         | म       | ma      | mə      | व          | va         | ʋə wə      |            |            |            |            |            |            |

### Složené souhlásky (ligatury)
| Vedle sebe            | ग्ल | gla | न्त  | nta  | स्क | ska  | श्व  | šva  | त्त   | tta   |
| Znaménko r            | र्न | rna | न्र  | nra  | र्त | rta  | त्र  | tra  | र्र   | rra   |
| Přiřazení pod sebou   | द्ग | dga | द्घ  | dgha | द्द | dda  | द्ध  | ddha | द्न   | dna   |
| Přiřazení pod sebou   | द्ब | dba | द्भ  | dbha | द्म | dma  | द्य  | dja  | द्व   | dva   |
| Přiřazení pod sebou   | क्त | kta | ह्ण  | hṇa  | ह्म | hma  | ह्य  | hja  | ह्र   | hra   |
| r po cereb. souhlásce | ट्र | ṭra | ठ्र  | ṭhra | ड्र | ḍra  | ढ्र  | ḍhra | ङ्र   | ṅra   |
| Jiná přiřazení        | क्ष | kša | क्ष्म | kšma | ज्ञ | džňa | न्त्व | ntva | न्त्र्य | ntrja |

### Sandhi
Sanskrt má obsáhlý systém pravidel pro změny koncových hlásek, případně počátečních hlásek následujících slov, zvaný sandhi, tj. „spojení“, případně sandhiová pravidla. Sanskrt je jako mluvená řeč zapisovaná dévanágarím foneticky, v přesné zvukové podobě. Např. v češtině se na styku slov a jejich složek počáteční a koncové hlásky v mluvě mění a ovlivňují, ale v písmu tyto změny nezaznamenáváme.
Například setkají-li se dvě samohlásky, spojí se v jednu:
a + i = é --- adja iha ----- adjéha ------ (teď zde)
a + u = ó --- tathá uktah -- tathóktah --- (tak řečený)
a + r = ar -- tatra rkšah -- tatrarkšah -- (tam je medvěd)
a + é = ái -- adhuná éva --- adhunáiva --- (právě teď)
a + ó = áu -- atra óšadhih - atráušadhih - (zde je lék)

## Číslice
V dévanágarí se originálně používají indické číslice, podobné číslicím evropským, zvaným „arabské“ (Araby převzaté právě z Indie), vycházející z hindsko-arabské číselné soustavy, jež používáme i v češtině a které se někdy používají i v textech v dévanágarí:
| ० | 0 |

| १ | 1 |

| २ | 2 |

| ३ | 3 |

| ४ | 4 |

| ५ | 5 |

| ६ | 6 |

| ७ | 7 |

| ८ | 8 |

| ९ | 9 |